# 백마선
백마선(白馬線)은 평의선에서 갈라져 나오는 지선으로, 염주역과 남신의주역을 잇는 철도다. 1905년 당시 개통될 때는 경의선의 본선이었으나, 같은 구간을 더 짧게 잇는 양시선이 개통되자 양시선을 경의선으로 삼고 이 노선을 독립된 지선으로 만들었다.

## 노선정보
- 구간과 거리: 염주―남신의주 39.6km
- 역수(驛數): 7(양단역 포함)
- 궤도간격: 1435mm(표준궤도)
- 전철화구간: 없음
- 복선구간: 없음

## 역목록
| 역명     | 로마자 역명 | 한자 역명 | 접속 노선     |
| -------- | ----------- | --------- | ------------- |
| 염주     | Yŏmju       | 鹽州      | 평의선        |
| 량책     | Ryangch'aek | 良策      |               |
| 피현     | P'ihyŏn     | 枇峴      |               |
| 룡계리   | Ryonggye-ri | 龍溪里    |               |
| 백마     | Paengma     | 白馬      |               |
| 석하     | Sŏkha       | 石下      | 석하리선      |
| 남신의주 | Namsinŭiju  | 南新義州  | 평의선·덕현선 |

## 참고 문헌
- 고쿠부 하야토, 《장군님의 철도―북조선철도사정》, 2007, 新潮社, ISBN 978-4-10-303731-6